# 特命車
『特命車』（とくめいしゃ）とは、テレビ朝日で1977年4月6日から1987年3月26日の10年間にわたって放送された東映制作の刑事ドラマ『特捜最前線』（とくそうさいぜんせん）で使用された劇用車で、特命捜査課に配備された覆面パトカーをさす。番組の主要スポンサーが日産自動車であったため、本作品中での使用車輌（劇用車）は、一部の例外を除き、全て日産車である。ドラマの詳細については、「特捜最前線」項目を参照。

## 車種・変遷
セドリック・グロリア
- 330型・4ドアセダン（1977年-1979年）[注釈 1]

セドリック前期型・2000DX（ブラック）コラムMT「品川56 み 81-90」
グロリア前期型・2000SGL（ホワイト）フロアMT「品川56 み 81-89」
- 430型・4ドアセダン（1979年-1983年）

セドリック前期型・280Eブロアム（ブラック）フロアAT「品川33 つ 91-71」 
グロリア前期型・200E SGL（ホワイト）フロアMT「品川57 り 41-65」
※放映当時、同じ東映にて制作された「非情のライセンス」第3シリーズ等、他の作品にも劇用車として一時利用されることがあった。
- Y30型・4ドアハードトップ（1983年-1987年）

前期型・V20ターボSGL（ブラック）フロアAT=2台「品川59 つ 37-13」「品川59 つ 37-16」
後期型・V20ターボブロアム（クリスタルホワイト）フロアAT「品川52 せ 36-08」（1985年に追加）
前期型・V20ターボSGL（ブラック）フロアAT「品川59 つ 37-14」（1986年に追加）
スカイライン
- C110型（ケンメリ）・2ドアハードトップ（1977）

前期型GTX（ホワイト）フロアMT「品川55 や71-98」 
- C210型（ジャパン）・4ドアセダン（1977年-1981年）

（本作では、このC210型よりマグネット型タイプの回転灯を使用）
前期型2000GT-E.S（イエロー）フロアMT（1977-1979）「品川57 な 84-93」
後期型2000GT-E.S（シルバー）フロアMT（1979-1981）「品川57 り 38-94」（末期は社外品のアルミホイールを装着）
- R30型（ニューマン）・4ドアセダン（1981年-1985年）

前期型2000ターボGT-E.X（シルバー、サンルーフ装着車）フロアAT「品川58 ほ 71-00」
後期型2000ターボGT-E.X パサージュ(ホワイト/シルバーツートーン）フロアAT「品川59 85-39」
（435話、436話のみ代車として登場。）
- R31型（7th・セブンス）・4ドアハードトップ（1985年-1987年）

前期型GTパサージュツインカム24V（クリスタルホワイト、アドバンストセレクション）フロアAT「品川52 さ 97-75」
（ディーラーオプションのBBSメッシュホイール装着車）
- ホーミー　E20型

バン（ホワイト）MT「練馬44 ち 13-68」
（自動車電話、各種特殊無線機、オープンリールデッキ等を搭載した初代特装車）
- キャラバン　E23型

コーチSGL（シルバー、サンルーフ装着車）コラムMT「品川58 め 88-46」
（自動車電話、各種特殊無線機、妨害電波探索装置、モニター、ビデオ等を搭載した特装車）

## その他、特記事項
- 110話限定でフェアレディZが特命車として登場（「品川57 む 20-07」）
- 地方ロケでは現地の日産販売会社の提供による日産車が使われている。代表例では、熊本編においてY30前期型セドリック3台(うち二台はブラックの4ドアセダン、うち一台がホワイトの4ドアハードトップを使用。
- 海外ロケでは現地警察のパトカーは当然ながら現地の他社車両が使われている。ただし、特命捜査課用の専用車は日産車の海外（現地）仕様車（ハワイ編：フェアレディZ、ブルーバード、ベルギー編：セドリック・ブルーバード）を捜査用として使用されている。
- 各車輌に搭載の赤色回転灯は、佐々木電機製作所社製（現・パトライト）、小糸製作所社製で、双方共、放送回（撮影日程）によって使用状況が若干異なる。
- 劇中に出てくる白黒パトカーは前作の「特別機動捜査隊」にて使用された黒色の覆面パトカー（セドリック130型、230型）を白黒に再塗装し、転用された車輌である。※「品川51 す 83-66」、「品川55 ほ 90-61」等、ナンバーが同一。
- 各車輌の車載無線機は初期を除き「TRIO（アマ機）」「日立電子（業務機）」「アツデン（アマ機）」等の車載機を「警察無線」として流用していた。
- 特命課内の無線機群は、初期を除き、中期「八重洲無線」製、後期「ICOM」製であった。
- 2012年にCSで放映された「特捜最前線2012」と2013年にテレビ朝日系で放送された「特捜最前線2013」では、日産自動車の車両は登場せず、他メーカーの車両が登場していた。
  - 2012年版・・・いずれもトヨタ自動車のクラウン(ダークブルーマイカ)、マークX(シルバーメタリック)、プリウス(スーパーホワイトⅡ)が特命車として登場していたが、エンブレムは隠される措置が取られていた。
  - 2013年版・・・「日曜洋画劇場」の番組スポンサーである三菱自動車のギャラン・シャリオグランディス、トヨタ自動車のプリウスαなどが特命車として登場している。こちらもエンブレムは隠される措置が取られていた。